# Las Carpas
Las Carpas är en ort i Mexiko.   Den ligger i kommunen Tlaquiltenango och delstaten Morelos, i den sydöstra delen av landet, 100 km söder om huvudstaden Mexico City. Las Carpas ligger 951 meter över havet och antalet invånare är 273.
Terrängen runt Las Carpas är huvudsakligen kuperad, men åt nordväst är den platt. Runt Las Carpas är det ganska tätbefolkat, med 149 invånare per kvadratkilometer. Närmaste större samhälle är Zacatepec, 12,0 km nordväst om Las Carpas. I omgivningarna runt Las Carpas växer huvudsakligen savannskog.